# Opći izbori u Srbiji 2022.
U Srbiji će se 3. travnja 2022. održati opći izbori za predsjednika Srbije i zastupnike u Narodnoj skupštini.
Prvobitno su parlamentarni izbori trebali biti održani prije 2024. godine, ali je aktualni predsjednik Aleksandar Vučić krajem listopada 2020. najavio da će izbori biti raspisani ranije. Osim općih izbora, u Beogradu bit će održani i izbori za gradsku skupštinu.

## Predsjednički kandidati
- Miša Vacić (Srpska desnica)
- Biljana Stojković (koalicija Moramo)
- Branka Stamenković (DJB)
- Zdravko Ponoš (koalicija Ujedinjena Srbija)
- Milica Đurđević Stamenkovski (Zavetnici)
- Aleksandar Vučić (SNS)
- Miloš Jovanović (DSS)
- Boško Obradović (Dveri)